# ارنستو ماسيدا
ارنستو ماسيدا (بالإنجليزية: Ernesto Maceda)‏ (و. 1935 – 2016 م) هو سياسي من الفلبين . تولى منصب رئيس مجلس الشيوخ في الفلبين (10 أكتوبر 1996–26 يناير 1998) .

## التعليم
تعلم في كلية هارفارد للحقوق.
| المناصب السياسية     | المناصب السياسية                        | المناصب السياسية     |
| -------------------- | --------------------------------------- | -------------------- |
| سبقه نبتالي غونزاليس | رئيس مجلس الشيوخ في الفلبين 1996 - 1998 | تبعه نبتالي غونزاليس |